# Serguéi Kunitsyn
Serguéi Vladímirovich Kunitsyn (en ucraniano: Сергій Куніцин; Bekdaş, República Socialista Soviética de Turkmenistán, Unión Soviética, 27 de julio de 1960) es un político y dirigente deportivo ucraniano. Ha sido primer ministro de República Autónoma de Crimea (1998-2001 y 2002-2005) y presidente de la Administración Estatal de la Ciudad de Sebastopol (2005-2010).

## Formación académica
En 1982 se graduó como Ingeniero en construcción por la Academia de Ingeniería Civil y Arquitectura del Estado del Dnieper en Simferópol. En 2003 se doctoró en Economía.

## Juventud
Tras graduarse en 1982 empezó a trabajar como ingeniero en empresas del sector de la construcción. Entre 1983 y 1984, como parte del servicio militar obligatorio, sirvió en el ejército soviético en la Guerra de Afganistán.
Tras su paso por el ejército, siguió trabajando en empresas del sector de la construcción de Crimea como «Krymkanalstroy» y en la planta de hormigón de Krasnoperekopsk hasta 1989.

## Trayectoria política
Miembro de PCUS desde 1987, entre 1989 y 1990 fue instructor ideológico del Partido Comunista en la ciudad de Krasnoperekopsk. En las elecciones parlamentarias ucranianas de marzo de 1990 fue elegido diputado de la Rada Suprema, cargo que ocupó hasta el final de la legislatura en 1994. Paralelamente, entre 1990 y 1998 fue alcalde de la localidad crimea de Krasnoperekopsk. Entre 1993 y 1997 presidió el partido Unión por la República de Crimea (en ucraniano: Союз в поддержку Республики Крым), que en 1996 se fusionó con otras organizaciones para crear el Partido Popular Democrático, NDP (en ucraniano: Народно-демократична партія), del que Kunitsyn llegó a ser vicepresidente.
En las elecciones regionales de marzo de 1998 fue elegido diputado del Consejo Supremo (nombre oficial del parlamento crimeo) y en mayo de ese mismo año fue nombrado primer ministro de la República Autónoma de Crimea. Durante este mandato tuvo que hacer frente a la oposición del Partido Comunista, liderado por Leonid Hrach, con mayoría en el Consejo Supremo. En julio de 2001 el parlamento votó a favor del relevo de Kunitsyn por Valeri Gorbatov; el presidente de Ucrania, Leonid Kuchma, que ya había rechazado dos peticiones anteriores de destitución por parte de la cámara, dio finalmente luz verde al cese de Kunitsyn, nombrándolo asesor presidencial.
Kunitsyn ejerció de asesor presidencial hasta las siguientes elecciones legislativas de Crimea, celebradas el 31 de marzo de 2002, en las que lideró el Bloque Electoral Kunitsyn, una coalición formada por el NDP y otros partidos asociados a Por una Ucrania Unida!, coalición electoral alineada con el presidente Kuchma. Kunitsyn y sus aliados lograron mayoría en el Consejo Supremo, con 39 de los 100 escaños de la cámara crimea, por delante de los 28 del Bloque Hrach. Un mes más tarde, en abril de 2002, Kunitsyn fue proclamado presidente del gobierno autónomo de Crimea para un segundo mandato, que se prolongó hasta abril de 2005, cuando presentó su renuncia. Acto seguido, Víktor Yúshchenko le designó nuevamente asesor del presidente de Ucrania, puesto en el que se mantuvo hasta septiembre de 2006.
En 2006 concurrió a las elecciones legislativas de Crimea nuevamente al frente del Bloque Kunitsyn, coalición que obtuvo diez escaños. Entre el 1 de enero de 2006 y el 6 de abril de 2010 presidió la Administración Estatal de la Ciudad de Sebastopol. A continuación, y durante seis meses, ejerció como representante del Presidente de Ucrania en la República Autónoma de Crimea. 
Entre 2008 y 2009 formó parte de la dirección del partido Centro Único. En las listas de este partido fue elegido en 2010 para su cuarta legislatura en el Consejo Supremo de Crimea. En las elecciones legislativas de Ucrania de diciembre de 2012 figuró como número 15 de las listas de la Alianza Democrática Ucraniana para la Reforma (UDAR) de Vitali Klichkó, siendo elegido diputado a la Rada Suprema, lo que llevó a renunciar a su escaño en la cámara crimea.
El 27 de febrero de 2014, en plena crisis independentista de Crimea, el presidente en funciones del Ucrania, Oleksandr Turchínov, le designó nuevamente como representante presidencial en la República Autónoma de Crimea. Apenas un mes más tarde, el 26 de marzo, fue destituido del cargo.

## Dirigente deportivo
En el ámbito del deporte, ha sido presidente de la Federación de Fútbol de Crimea entre 2003 y 2012. Paralelamente, presidió el principal club crimeo, el SC Tavriya Simferopol, de 2005 a 2006.

## Distinciones y condecoraciones
- Orden del Príncipe Yaroslav el Sabio (2014)
- Orden al Mérito de primer grado (2007)
- Orden al Mérito de segundo grado (2004)
- Orden al Mérito de tercer grado (1999)